# سليك (ردفان)

تعديل مصدري - تعديل

سليك هي إحدى قرى عزلة الحبيلين بمديرية ردفان التابعة لمحافظة لحج، بلغ تعداد سكانها 507 نسمة حسب تعداد اليمن لعام 2004.